# NGC 2824
NGC 2824 је лентикуларна галаксија у сазвежђу Рак која се налази на NGC листи објеката дубоког неба.
Деклинација објекта је + 26° 16' 13" а ректасцензија 9h 19m 2,3s. Привидна величина (магнитуда) објекта NGC 2824 износи 13,2 а фотографска магнитуда 14,2. NGC 2824 је још познат и под ознакама UGC 4933, MCG 4-22-31, MK 394, IRAS 09160+2628, CGCG 121-57, near SAO 80757, PGC 26330.